# Dinaro sudanese
Il dinaro è stata la valuta del Sudan dall'8 giugno 1992 fino al 10 gennaio 2007. Il codice ISO 4217 era "SDD". Il dinaro è stato sostituito con la sterlina sudanese.
Il dinaro era diviso in 10 libbre sudanesi, che a loro volta erano divise in 100 dirham. Il dinaro è stato introdotto l'8 giugno 1992 per rimpiazzare la sterlina inglese. La moneta era agganciata al dinaro libico con un cambio di circa 200 dinari sudanesi per un dinaro libico.

## Storia
Il dinaro sostituì la prima sterlina sudanese (SDP) l'8 giugno 1992 con un cambio di 1 dinaro = 10 sterline. Il 10 gennaio 2007 è stata introdotta una seconda sterlina sudanese (SDG) con un cambio di 1 sterlina = 100 dinari. Per la sostituzione della moneta la Bank of Sudan ha previsto un periodo transitorio di sei mesi. In questo periodo la sterlina ed il dinaro sono stati accettati entrambi come valuta legale, ma gli assegni in sterline dovevano essere cambiati nelle banche commerciali. La Bank of Sudan ha iniziato il 9 gennaio la distribuzione della nuova valuta alle banche commerciali ed ha inviato le banconote nel Sudan meridionale. La seconda sterlina sudanese è divenuta l'unica moneta legale nel Sudan dal 1º luglio 2007. La sostituzione è stata possibile da questa data fino al 1º settembre 2007 solo presso le sedi della Bank of Sudan.

## Monete
Sono state emesse monete nei valori di ¼, ½, 1, 2, 5, 10, 20 e 50 dinari. Secondo una fonte era stata prevista l'introduzione di monete bimetalliche da 50 e 100 dinari ma il passaggio alla seconda sterlina ha interrotto questi programmi.

## Banconote
Sono state emesse banconote con i tagli da 5, 10, 25, 50, 100, 200, 500, 1000, 2000 e 5000 dinari. I tre tagli minori sono stati ritirati il 1º gennaio 2000. Le vecchie banconote della prima sterlina hanno circolato per molto tempo accanto al dinaro.